# Erna-Maria Geier
Erna-Maria Geier, geb. Erna-Maria Münch (* 24. Mai 1923 in Karlsruhe; † 18. Oktober 1994 in Waldbrunn/Odenwald), war eine deutsche Politikerin der CDU. Von 1966 bis 1976 war sie Mitglied des Hessischen Landtages und von 1976 bis 1983 Mitglied des Deutschen Bundestages.

## Leben
Nach der Schul- und Berufsausbildung in Nürnberg und Illertissen arbeitete Erna-Maria Geier 1944 bis 1950 als Lehrerin. 1950 wurde sie Leiterin des Familienbildungswerks Bergstraße.
Die praktizierende Katholikin war kirchlich sehr engagiert. So gründete sie am 6. Mai 1964 das Familienbildungswerk Viernheim als Mütter- und Frauenschule der Maria-Ward-Schwestern und war lange Zeit ehrenamtliche Leiterin.
Erna Maria Geier hatte die Idee der Sozialstation von Rheinland-Pfalz, wo in Worms 1970 die erste Einrichtung dieser Art gegründet wurde, nach Hessen geholt. In Viernheim entstand durch ihr Engagement die vierte Sozialstation im Bundesgebiet.
In ihren letzten Lebensjahren engagierte sie sich sehr für das Lebensrecht der ungeborenen Kinder.
Erna-Maria Geier war verheiratet und hatte sechs Kinder.

## Politik
Erna-Maria Geier trat 1950 in die CDU ein und war zeit ihres Lebens in Südhessen politisch aktiv. Seit 1956 war sie kommunalpolitisch tätig. Allein 16 Jahre war sie Mitglied des Kreistages Bergstraße. Von 1960 bis 1976 war sie Stadtverordnete und Stadträtin in Viernheim.
Vom 1. Dezember 1966 bis zum 8. März 1976 war sie Mitglied des Hessischen Landtags. Vom 5. März 1976 bis zum 29. März 1983 war sie Mitglied des Deutschen Bundestags.
1979 war sie Mitglied der 7. Bundesversammlung.
Enttäuscht von der Regierung Kohl wegen der ausgebliebenen „geistig-moralischen Wende“ engagierte sich Erna-Maria Geier verstärkt im vorpolitischen Raum. Sie versuchte, die konservativen Kräfte zu sammeln, wobei sie immer als Fernziel den Schutz der ungeborenen Kinder im Auge hatte. So gründete sie Ende 1986 gemeinsam und mit maßgeblicher Unterstützung durch den Jugendschriftsteller Günter Stiff aus Münster die Vereinigung für Kultur und Politik. Diese sollte langfristige die Gründung einer katholischen Partei vorbereiten. Bei der ersten Veranstaltung dieser Vereinigung am 7. März 1987 in Bad Nauheim hielt Günter Rohrmoser eine Rede und betonte, die CDU werde nie eine „geistig-moralische Wende“ einleiten.
1993 initiierte sie gemeinsam mit Emil Schlee die Gründung der Partei Aufbruch 94 – Deutscher Freier Wählerbund. Hierbei wurde ebenfalls stark von Günter Stiff aus Münster unterstützt.